# Boeing 737 AEW&C
Il Boeing 737 AEW&C (Airborne Early Warning & Control), è un velivolo AWACS progettato per la Royal Australian Air Force (RAAF) per il Project Wedgetail. Il 737 AEW&C è stato anche adottato dalle forze aeree turche, per il "Project Peace Eagle" (in turco Barış Kartalı) e dalle forze aeree sudcoreane, per il "Project Peace Eye". È stato anche proposto all'Italia e agli Emirati Arabi Uniti.

## Storia

### Sviluppo
Il Boeing 737 AEW&C è una modifica di un Boeing 737. Venne sviluppato nel 2000 per soddisfare il "Project Wedgetail" della Royal Australian Air Force. Volò per la prima volta nel 2004, ma entrò in servizio solo nel 2009. Alla creazione del 737 AEW&C presero parte la Northrop Grumman's Electronics Sensors and Systems, la Boeing Australia Limited e la BAE Systems Australia. Nel progetto la Northrop decise di utilizzare lo stesso sistema radar in dotazione all'americano Northrop Grumman E-10 MC2A.

### Tecnica

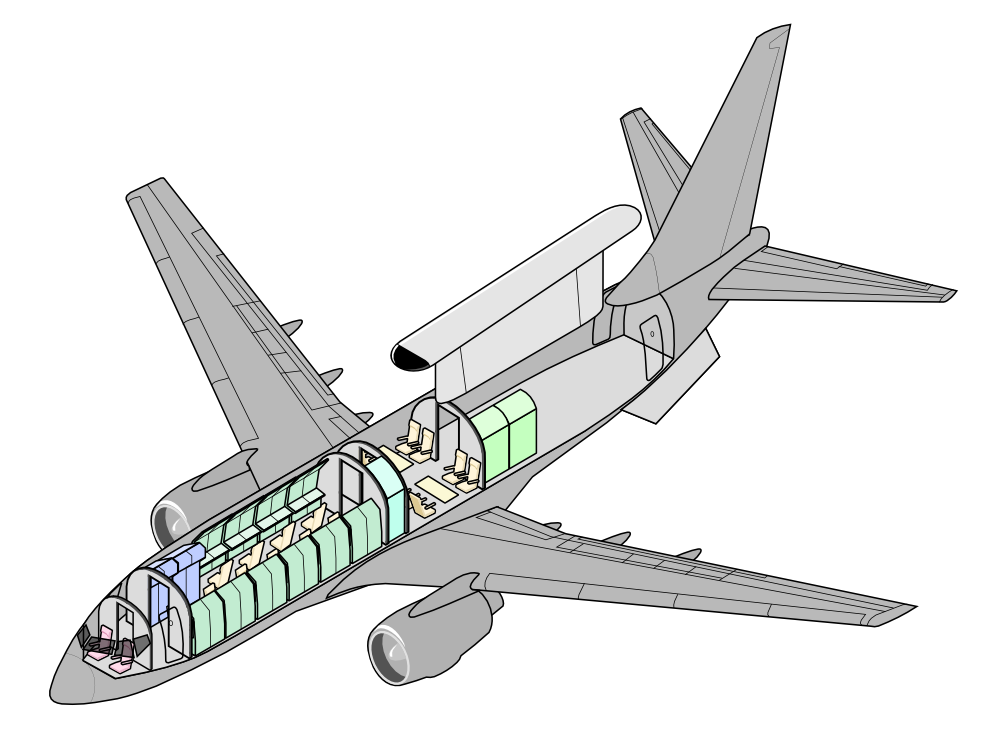
Uno spaccato di un B737 AEW&C

Il 737 AEW&C è basato sulla fusoliera di un 737-700, molto simile al B737-700ER. Ha in dotazione un radar Active Electronically Scanned Array. Il radar è alloggiato nella parte posteriore della fusoliera in una struttura, detta "cappello", progettata per offrire la minima resistenza aerodinamica. Il radar è capace sia di ricerche in mare, aria o terra ferma, sia del controllo e l'appoggio di contingenti alleati impegnati in battaglia. Sono state apportate delle modifiche alle alette posteriori per controbilanciare il velivolo, anche le estremità delle ali sono state modificate. Sul muso dell'aeromobile sono stati disposti alcuni sistemi per la difesa del velivolo. La cabina di controllo radar può contenere fino a otto tecnici con spazio per altri quattro, i 737 AEW&C australiani opereranno con a bordo, oltre ai due piloti, dieci tecnici con lo spazio per altri due.

## Impiego operativo

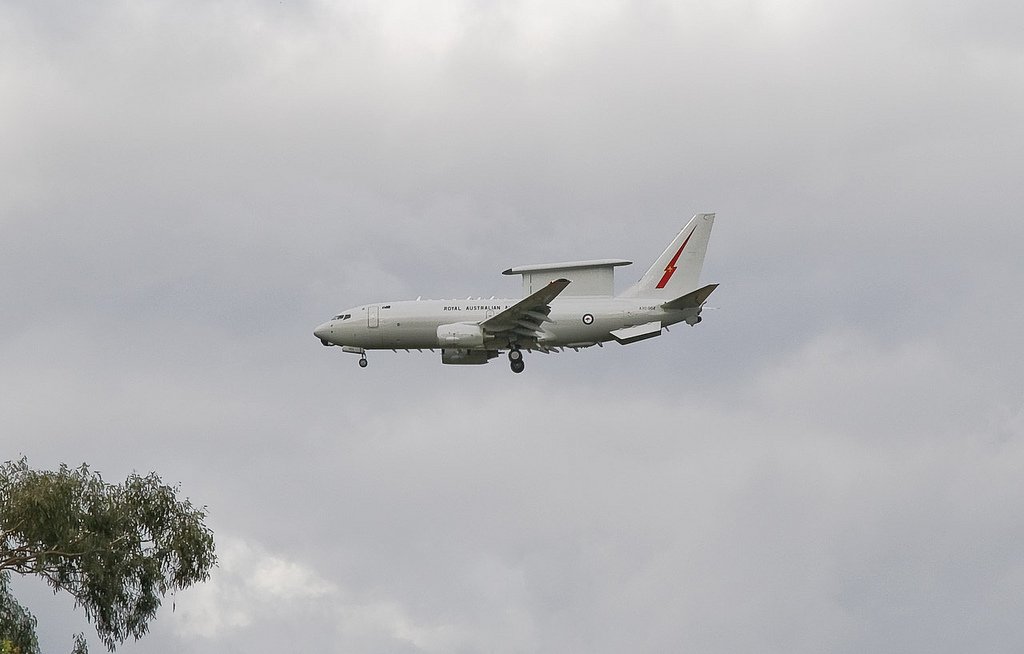
Un Boeing 737 AEW&C australiano in volo

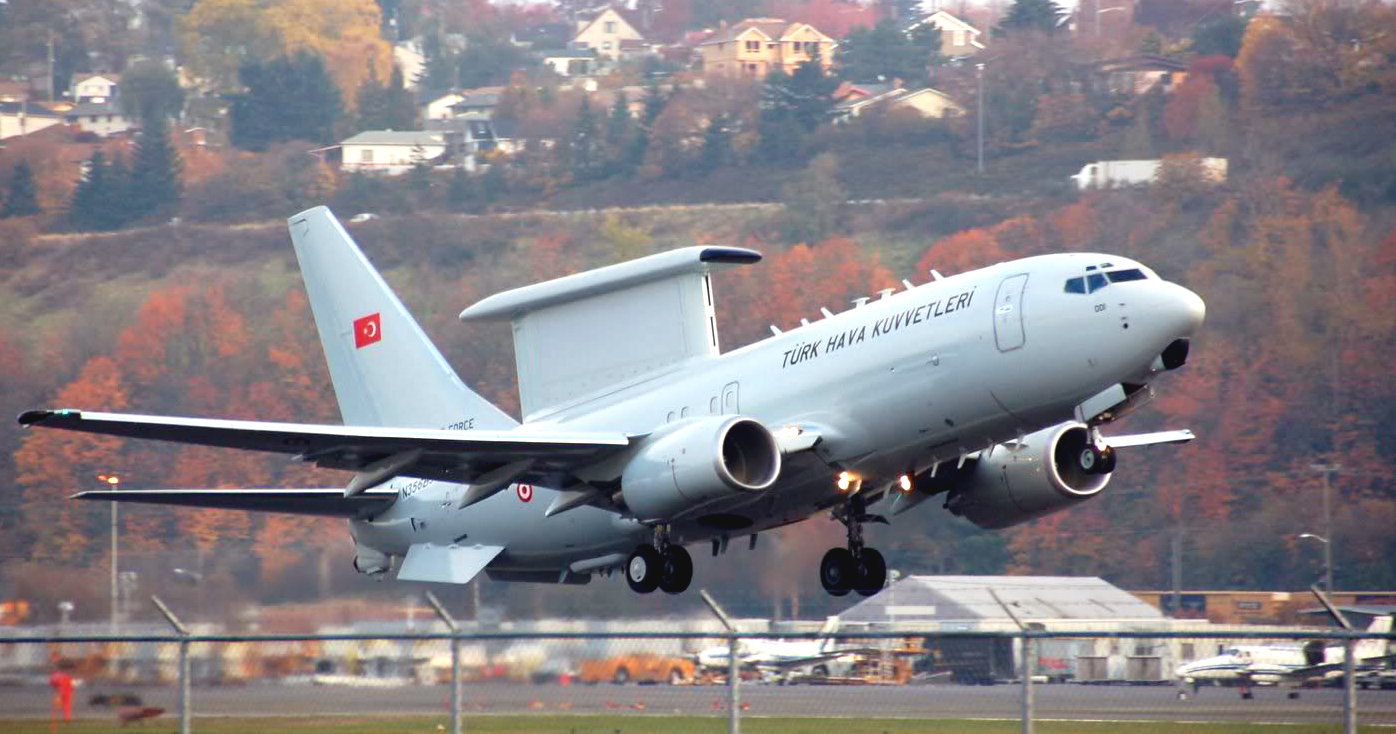
Boeing 737 AEW&C turco

### Australia
- Royal Australian Air Force - Nel 1997 la Boeing Integrated Defense Systems si aggiudicò il progetto del 737 AEW&C, per soddisfare la necessità della RAAF di quattro velivoli AWACS. Nel 2006 l'Australia ricevette i primi 737 AEW&C, questi primi due esemplari ricevuti furono testati vicino a Seattle, nello stato di Washington; mentre i successivi velivoli furono testati da Boeing Australia.

### Turchia
- Sono stati ordinati dalle forze aeree turche quattro Boeing 737 AEW&C. Il primo esemplare, destinato alla Turchia venne testato a Seattle, Washington, presso la sede principale della Boeing. Il principale subappaltatore del progetto turco che prevede l'utilizzo di 737 AEW&C è Turkish Aerospace Industries, azienda turca che opera nel campo dell'aeronautica. Il subappaltatore secondario del progetto è un'altra azienda turca, la Havelsan, che è responsabile dei sistemi di analisi e dei supporti software adottati sui 737 AEW&C turchi.[5]. Nel 2006 fu stabilito che nel 2008 tutti e quattro i 737 AEW&C ordinati dalla Turchia sarebbero dovuti entrare in servizio[6]. Così fu e il 4 giugno 2008 Turkish Aerospace Industries annunciò di avere concluso i test sul secondo 737 AEW&C e che entro la fine dello stesso anno avrebbe consegnato tutti i rimanenti velivoli[7].

### Corea del Sud
- Il 7 novembre 2006, Boeing firmò un contratto con la Corea del Sud per $1,60 miliardi per la produzione di quattro 737 AEW&C, da consegnare entro il 2012[8]. Prima della firma definitiva del contratto con la Boeing, alla Corea del Sud era stato proposto una versione AWACS del Gulfstream G550. Il 13 dicembre 2011 è stato consegnato il secondo dei quattro B737AEW&C ordinati, questo aereo è il primo modificato nello stabilimento KAI (Korea Aerospace Industries) di Sacheon. L'aereo è stato consegnato sulla base di Gimhae, a cui saranno assegnati tutti e quattro i B737AEW&C. Le consegne degli altri due aerei sono previste entro il 2012.[9]

### Potenziali acquirenti
L'Italia ha mostrato interesse al 737AEW&C e anche al Boeing P-8 Poseidon, velivolo per il pattugliamento marittimo, sempre basato sulla struttura del Boeing 737, che sarebbero forniti da Alitalia. Anche gli Emirati Arabi Uniti mostrarono interesse nel 737 AEW&C.

## Utilizzatori
Australia
- Royal Australian Air Force

6 ricevuti. Tutti e 6 gli esemplari verranno aggiornati in base al programma AIR 5077 Phase 5A che sarà suddiviso in 3 diversi pacchetti di aggiornamenti, con modifiche alla sensoristica, alle comunicazioni, al sistema di datalink tattico, all'avionica ed ai sistemi di calcolo.
 Corea del Sud
- Daehan Minguk Gonggun

4 consegnati e tutti in servizio all'ottobre 2020. Altri 2 esemplari dovrebbero essere acquistati entro 5/6 anni.
 NATO
- NATO Airborne Early Warning and Control

6 E-7A selezionati a novembre 2023, con consegna del primo aereo prevista entro il 2031.
 Turchia
- Türk Hava Kuvvetleri

4 consegnati.
 Regno Unito
- Royal Air Force

5 E-7 acquistati a marzo 2019 con consegne previste dopo il 2020.
 Stati Uniti
- USAF

2 E-7A ordinati il 28 febbraio 2023, per valutarne l'idoneità nella sostituzione degli E-3, con un previsione d'ordine per ulteriori 24 esemplari.

### Velivoli comparabili
- Boeing E-767
- Boeing E-3 Sentry
- Raytheon Sentinel